# وادیم افسیف
وادیم افسیف (روسی: Вади́м Валенти́нович Евсе́ев؛ IPA: [vɐˈdʲim vəlʲɪnˈtʲinəvʲɪt͡ɕ jɪfˈsʲejɪf]؛ زادهٔ ۸ ژانویهٔ ۱۹۷۶) یک بازیکن فوتبال اهل روسیه است.
از باشگاه‌هایی که در آن بازی کرده‌است می‌توان به لوکوموتیو مسکو و اسپارتاک مسکو اشاره کرد.
وی همچنین در تیم ملی فوتبال روسیه بازی کرده‌است.